# 4038 Kristina
4038 Kristina este un asteroid din centura principală, descoperit pe 21 august 1987 de Eric Elst.